# Florimond Vanhalme
Florimond Vanhalme (Sint-Andries, 21 marzo 1895 – Ostenda, 4 luglio 1979) è stato un calciatore e allenatore di calcio belga, di ruolo centrocampista.

## Carriera
Vinse il campionato belga nel 1927 e nel 1930.

## Palmarès

### Giocatore

#### Club
- Campionato belga: 2

Cercle Bruges: 1926-1927, 1929-1930
- Coppa del Belgio: 1

Cercle Bruges: 1926-1927